# Iwan Pataridze
Iwan Porfirjewicz Pataridze, ros. Иван Порфирьевич Патаридзе (ur. ?, zm. w II połowie 1944 r.) – rosyjski wojskowy (rotmistrz), emigracyjny działacz kombatancki, wojskowy Rosyjskiego Korpusu Ochronnego podczas II wojny światowej.
W 1913 r. ukończył szkołę kawaleryjską w Jelizawetgradzie. Służył w stopniu korneta w 10 Odeskim Pułku Ułanów. Brał udział w I wojnie światowej. W 1918 r. wstąpił do nowo formowanych wojsk Białych. Od końca 1918 r. służył w 1 lub 2 Pułku Konnym. Od sierpnia 1920 r. w stopniu rotmistrza dowodził dywizjonem konnym 34 Dywizji Piechoty. W połowie października tego roku wraz z wojskami Białych został ewakuowany z Krymu do Gallipoli. Na emigracji zamieszkał w Bitoli. Od 1931 r. był przewodniczącym miejscowego oddziału Stowarzyszenia Gallipojczyków. Po zajęciu Jugosławii przez wojska niemieckie w kwietniu 1941 r., wstąpił do nowo formowanego Rosyjskiego Korpusu Ochronnego. W 1944 r. w czasie walk został ciężko ranny. Podczas leczenia w szpitalu wraz z personelem dostał się do niewoli sowieckiej, po czym został zamordowany.